# Cantone di Nord-Lévezou
Il Cantone di Nord-Lévezou è una divisione amministrativa dell'arrondissement di Rodez.
È stato costituito a seguito della riforma approvata con decreto del 21 febbraio 2014, che ha avuto attuazione dopo le elezioni dipartimentali del 2015.

## Composizione
Comprende i 4 comuni di:
- Flavin
- Luc-la-Primaube
- Olemps
- Sainte-Radegonde